# آمازینگ هیل
آمازینگ هیل (به لاتین: Amasing Hill) یک آتشفشان چینه‌ای در اندونزی است که در Bacan, Indonesia واقع شده‌است. آمازینگ هیل ۱٬۰۳۰ متر بالاتر از سطح دریا واقع شده‌است.